# Xã Lake George, Quận Stearns, Minnesota
Xã Lake George (tiếng Anh: Lake George Township) là một xã thuộc quận Stearns, tiểu bang Minnesota, Hoa Kỳ. Năm 2010, dân số của xã này là 335 người.